# Aileen Marson
Aileen Marson (em árabe: ألين مرسون) (1912 – 1939) foi uma atriz de cinema britânica nascida no Egito. Durante a década de 1930, Marson atuou em vários filmes mudos britânicos em papéis principais.
Ela nasceu em Alexandria, Egito e faleceu em Londres, Inglaterra.

## Filmografia selecionada
- The Green Pack (1934)
- Road House (1934)
- Honeymoon for Three (1935)
- Royal Cavalcade (1935)
- Living Dangerously (1936)
- Someone at the Door (1936)
- The Limping Man (1936)
- The Tenth Man (1936)
- Spring Handicap (1937)